# Gueneria basiaria
Gueneria basiaria är en fjärilsart som beskrevs av Walker 1862. Gueneria basiaria ingår i släktet Gueneria och familjen mätare. Inga underarter finns listade i Catalogue of Life.